# Elmwood Park, Wisconsin
Elmwood Park là một làng thuộc quận Racine, tiểu bang Wisconsin, Hoa Kỳ. Năm 2006, dân số của làng này là 474 người.